# District de Judenburg
Le district de Judenburg est une ancienne subdivision territoriale du land de Styrie en Autriche. Le district est fusionné avec le district de Knittelfeld le 1er janvier 2013 au nouveau district de Murtal.

## Géographie

### Lieux administratifs voisins
|                                                        | District de Liezen                        | District de Leoben      |
| District de Murau                                      |                                           | District de Knittelfeld |
| District de Sankt Veit an der Glan (Land de Carinthie) | District de Wolfsberg (Land de Carinthie) | District de Voitsberg   |

## Communes
Le district de Judenburg était subdivisé en 24 communes :
- Amering
- Bretstein
- Eppenstein
- Fohnsdorf
- Hohentauern
- Judenburg
- Maria Buch-Feistritz
- Obdach
- Oberkurzheim
- Oberweg
- Oberzeiring
- Pöls
- Pusterwald
- Reifling
- Reisstrasse
- Sankt Anna am Lavantegg
- Sankt Georgen ob Judenburg
- Sankt Johann am Tauern
- Sankt Oswald-Möderbrugg
- Sankt Peter ob Judenburg
- Sankt Wolfgang-Kienberg
- Unzmarkt-Frauenburg
- Weisskirchen in Steiermark
- Zeltweg